# Pagodstare
Pagodstare (Sturnia pagodarum) är en sydasiatisk fågel i familjen starar inom ordningen tättingar.

## Utseende
Pagodstaren är en medelstor stare med en kroppslängd på 21 centimeter. Den har karakteristiskt rödorange undersida och huvud, svart hätta med tofs, grå ovansida och vitspetsad grå stjärt. Ungfågeln saknar den svarta tofsen, hättan är snarare gråbrun och undersidan blekare gulbrun. 

## Läte
Sången består av en stor mängd olika toner och härmningar från andra arter. Även upprepade korta fraser hörs, ofta unledda med nasala "slurr". Bland lätena hörs serier med snabbt upprepade skrin. Varningslätet är ett raspigt ljud som på engelska återges "churr".

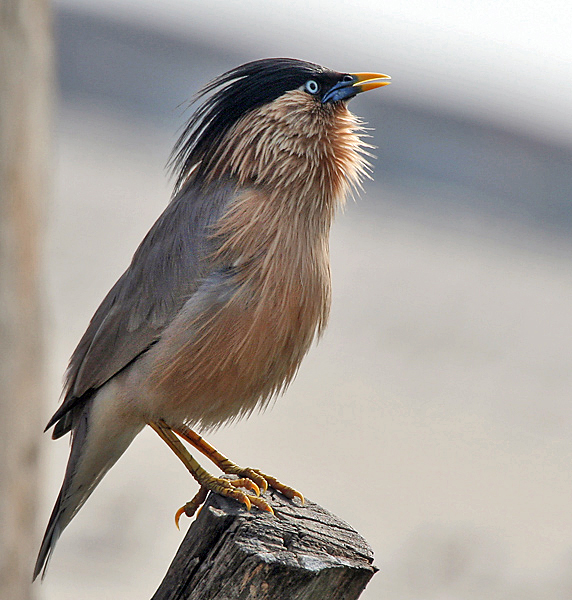

## Utbredning och systematik
Pagodstaren återfinns från östra Afghanistan till Bangladesh, södra Nepal, Indien och Sri Lanka. Förrymda burfåglar har också etablerat en population i Förenade Arabemiraten. Den förekommer även i Bhutan, Myanmar och Thailand, med okänt ursprung. Den ses även under flyttning och vintertid i Oman, antagligen fåglar från Förenade Arabemiraten. Arten behandlas som monotypisk, det vill säga att den inte delas in i några underarter.

### Släktestillhörighet
Tidigare placerades den i släktet Sturnus, men flera genetiska studier visar att släktet är starkt parafyletiskt, där de flesta arterna är närmare släkt med majnorna i Acridotheres än med den europeiska staren (Sturnus vulgaris).

## Levnadssätt
Arten trivs i torra skogsområden och törnbuskmarker. Den påträffas ofta nära människan och övernattar socialt i stora flockar i lövbärande träd, gärna tillsammans med parakiter och andra starar.

### Föda
Liksom de flesta starar är pagodstaren en allätare som intar både frukt och insekter. De har setts äta frukterna av Thevetia peruviana som är giftiga för många djur. Den är mindre trädlevande än gråhuvad stare och ses ofta i små grupper med andra starar på grästäckt mark, ibland nära betande boskap. De besöker också blommor på jakt efter nektar, framför allt Salimalia, Butea monosperma och Erythrina.

### Häckning
Pagodstaren häckar från mars till september. Båda könen bygger sitt bo i trädhål eller artificiella bohål. I boet läggs tre till fyra blekt blågröna ägg som ruvas i tolv till 14 dagar. Den kan lägga två eller tre kullar.

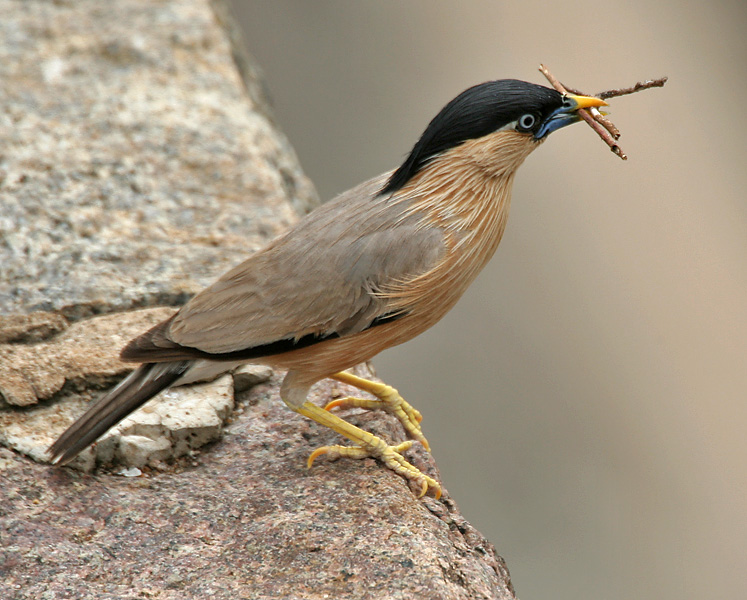
Pagodstare med bomaterial i näbben.

## Status och hot
Artens population har inte uppskattats och dess populationstrend är okänd, men utbredningsområdet är relativt stort. Internationella naturvårdsunionen IUCN anser inte att den är hotad och placerar den därför i kategorin livskraftig. Den beskrivs som lokal och oberäknelig i Pakistan, frekvent förekommande i västra Nepal men ovanlig i centrala och södra Nepal, lokalt vanlig i Indien och sällsynt i Sri Lanka.